# Tótszentgyörgy
Tótszentgyörgy là một thị trấn thuộc hạt Baranya, Hungary. Thị trấn này có diện tích 7,5 km², dân số năm 2010 là 171 người, mật độ 23 người/km².